# Mzilikazi
Mzilikazi (Mkuze, 1790 circa – Matabeleland, 9 settembre 1868) è stato un re sudafricano che fondò il regno di Matabele (khumalo), Matabeleland, in quella che divenne la Rhodesia governata dalla Compagnia britannica dall'Africa del Sud, e ora è lo Zimbabwe. Il suo nome significa "la grande strada". Nacque figlio di Matshobana vicino a Mkuze, Zululand (ora parte del Sudafrica), e morì a Ingama, nel Matabeleland (vicino a Bulawayo, nello Zimbabwe). Molti lo considerano il più grande capo militare sudafricano dopo il re Zulu Shaka. David Livingstone, nella sua autobiografia, si riferiva a Missilikazzi come al secondo leader più impressionante che avesse incontrato nel continente africano.

## Partenza da Zululand
Portò la sua tribù, i Khumalo, in un viaggio di 800 chilometri (500 mi) dal Regno Zulu a quello che ora è chiamato Zimbabwe. Lungo la strada, mostrò un notevole spirito di governo, poiché fu in grado di saldare il suo popolo e le numerose tribù che conquistò in un regno vasto ed etnicamente vario ma centralizzato.
Originariamente era luogotenente di Shaka, ma ebbe un litigio con lui nel 1823 e si ribellò. Piuttosto che affrontare l'esecuzione rituale, fuggì verso nord con la sua tribù. Viaggiò dapprima in Mozambico ma nel 1826 si trasferì a ovest nel Transvaal a causa dei continui attacchi dei suoi nemici. Mentre conquistava il Transvaal, inglobò molti membri di altre tribù e stabilì un dispotismo militare, come gli attacchi di Mzilikazi nel kraal di Nzunza ad Esikhunjini, dove il re dei Nzunza Magodongo ed altri furono rapiti e successivamente uccisi nel fiume Mkobola.
Per i successivi dieci anni, Mzilikazi dominò il Transvaal. Questo periodo, conosciuto localmente come il Mfecane (schiacciamento) fu caratterizzato da devastazioni e omicidi su larga scala mentre Mzilikazi rimuoveva ogni opposizione e rimodellava il territorio per adattarlo al nuovo ordine Ndebele. Usò il metodo della terra bruciata per mantenere la distanza da tutti i regni circostanti. Il bilancio delle vittime non è mai stato determinato in modo soddisfacente, ma la regione è stata così spopolata che i Voortrekker poterono occupare e assumere la proprietà dell'area di Highveld senza opposizione nel 1830.

## Incontro con i boeri
I Voortrekker iniziarono ad arrivare nel Transvaal nel 1836 e, dopo diversi scontri nei due anni successivi, il Ndebele subì pesanti perdite. All'inizio del 1838 Mzilikazi fu costretto a nord attraverso il Limpopo e fuori dal Transvaal. Ulteriori attacchi lo indussero dapprima a spostarsi verso ovest fino all'attuale Botswana e poi più a nord verso quello che ora è lo Zambia. Non fu in grado di stabilirsi lì a causa della prevalenza di malattie trasmesse dalle mosche tse-tse dei buoi. Mzilikazi viaggiò quindi verso sud-est verso quello che divenne noto come Matabeleland (situato nel sud-ovest dell'attuale Zimbabwe) e vi si stabilì nel 1840.
Dopo il suo arrivo, organizzò i suoi seguaci in un sistema militare, con kraal reggimentali simili a quelli di Shaka, che divenne abbastanza forte da respingere gli attacchi boeri del 1847-1851 e persuadere il governo della Repubblica Sudafricana a firmare un trattato di pace con lui nel 1852.

## Il Regno di Matabele
Sebbene Mzilikazi fosse generalmente amichevole con i viaggiatori europei, rimase consapevole del pericolo che rappresentavano per il suo regno e, negli anni successivi, rifiutò ad alcuni visitatori qualsiasi accesso al suo regno. Tra i molti viaggiatori europei che hanno incontrato Mzilikazi troviamo Henry Hartley, il cacciatore e esploratore, Robert Moffat il missionario, David Hume l'esploratore e commerciante, Andrew Smith il medico, etnologo e zoologo, William Cornwallis Harris il cacciatore e l'esploratore missionario David Livingstone.
Durante le peregrinazioni della tribù a nord del Limpopo, Mzilikazi si separò dalla maggior parte della tribù che diede per morto e salutò il suo giovane erede Nkulumane come successore. Tuttavia, sulla sua ricomparsa dopo un viaggio traumatico attraverso la valle dello Zambesi, Mzilikazi rivendicò ancora una volta il comando. Secondo un racconto fece mettere a morte suo figlio e tutti quei capi che lo avevano scelto. Furono tutti giustiziati gettandoli giù da una ripida scogliera posta su una collina ora chiamata Ntabazinduna (collina dei capi).
Un altro racconto sostiene che Nkulumane non fu ucciso con i capi, come è credenza popolare, ma fu rinviato al Regno Zulu con una considerevole delegazione comprendente guerrieri. Nel suo viaggio verso sud, attraversò il territorio di Bakwena nel Transvaal nordoccidentale, vicino a Rustenburg. I Bakwena stavano allora lottando per respingere i frequenti attacchi di un re vicino, che voleva rivendicare il territorio che occupavano. Nkulumane assistette i Bakwena guidando il suo impi in una battaglia in cui il capo vicino fu ucciso dallo stesso Nkulumane.
A seguito di questa vittoria, i Bakwena convinsero Nkulumane a stabilirsi nel loro territorio, sostenendo che sarebbe stato inutile tornare al regno Zulu in quanto i nemici di suo padre lo avrebbero probabilmente ucciso. Nkulumane si stabilì e visse con la sua famiglia in quella zona fino alla sua morte, nel 1883. La sua tomba, coperta da una lastra di cemento, si trova alla periferia di Rustenburg a Phokeng. La tomba è incongruamente chiamata kop di Mzilikazi, anche se è suo figlio che è sepolto lì.
Dopo aver ripreso il ruolo di capo, Mzilikazi costruì la sua capitale a 5 chilometri (3,1 mi) da Ntabazinduna e la chiamò ko-Bulawayo (luogo del massacro). Anche la capitale di Shaka era chiamata Bulawayo.